# تراموا هلسینکی
تراموا هلسینکی (انگلیسی: Helsinki tram network) سیستم تراموا در شهر هلسینکی، فنلاند است.
این تراموا که در سال ۱۸۹۱ تأسیس شده دارای ۱۱ خط، ۲۹۳ ایستگاه و ۹۶ کیلومتر طول می‌باشد. تراموا هلسینکی یکی از قدیمی‌ترین شبکه‌های تراموا برقی در جهان است.

## نگارخانه

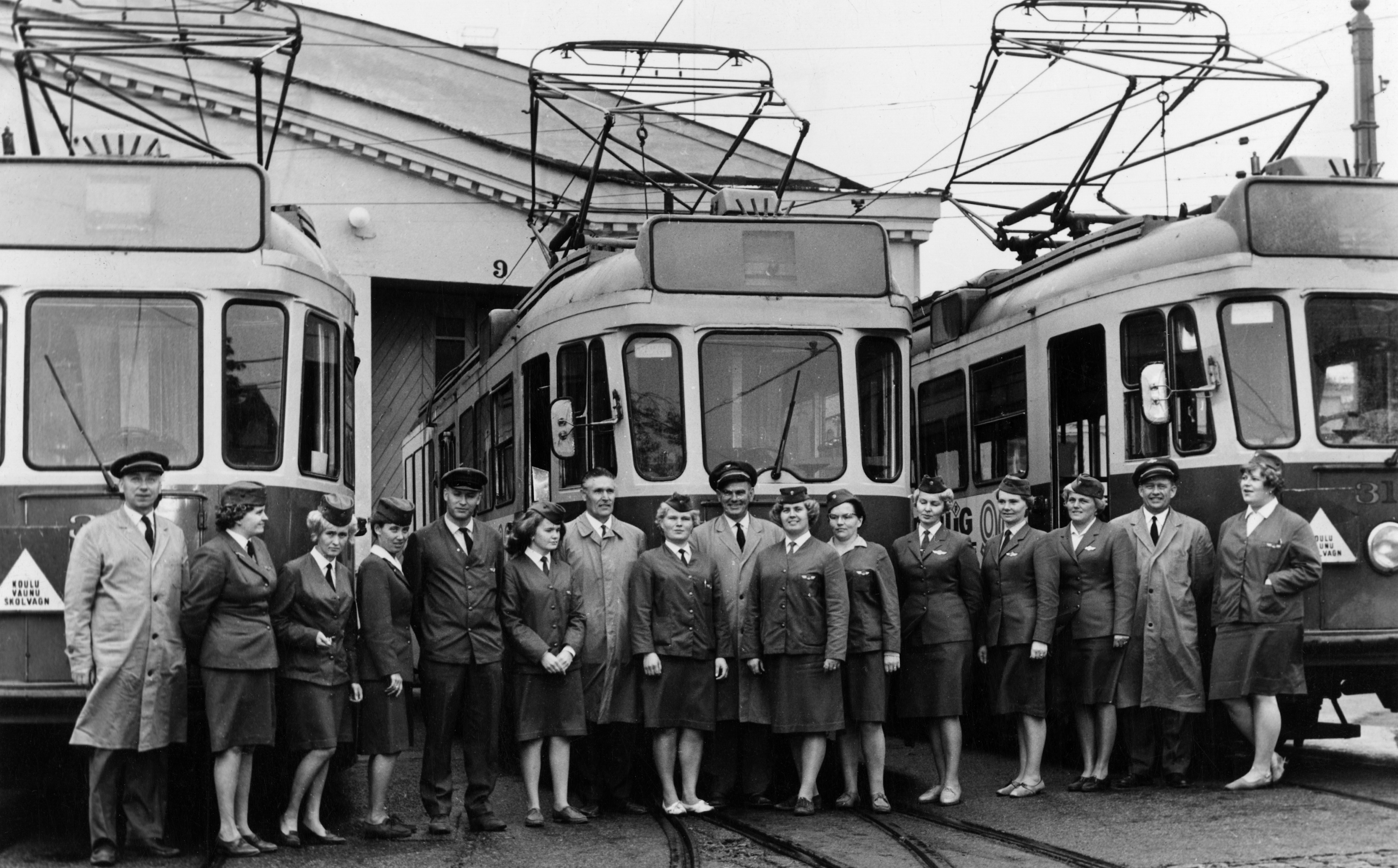
۱۹۶۶
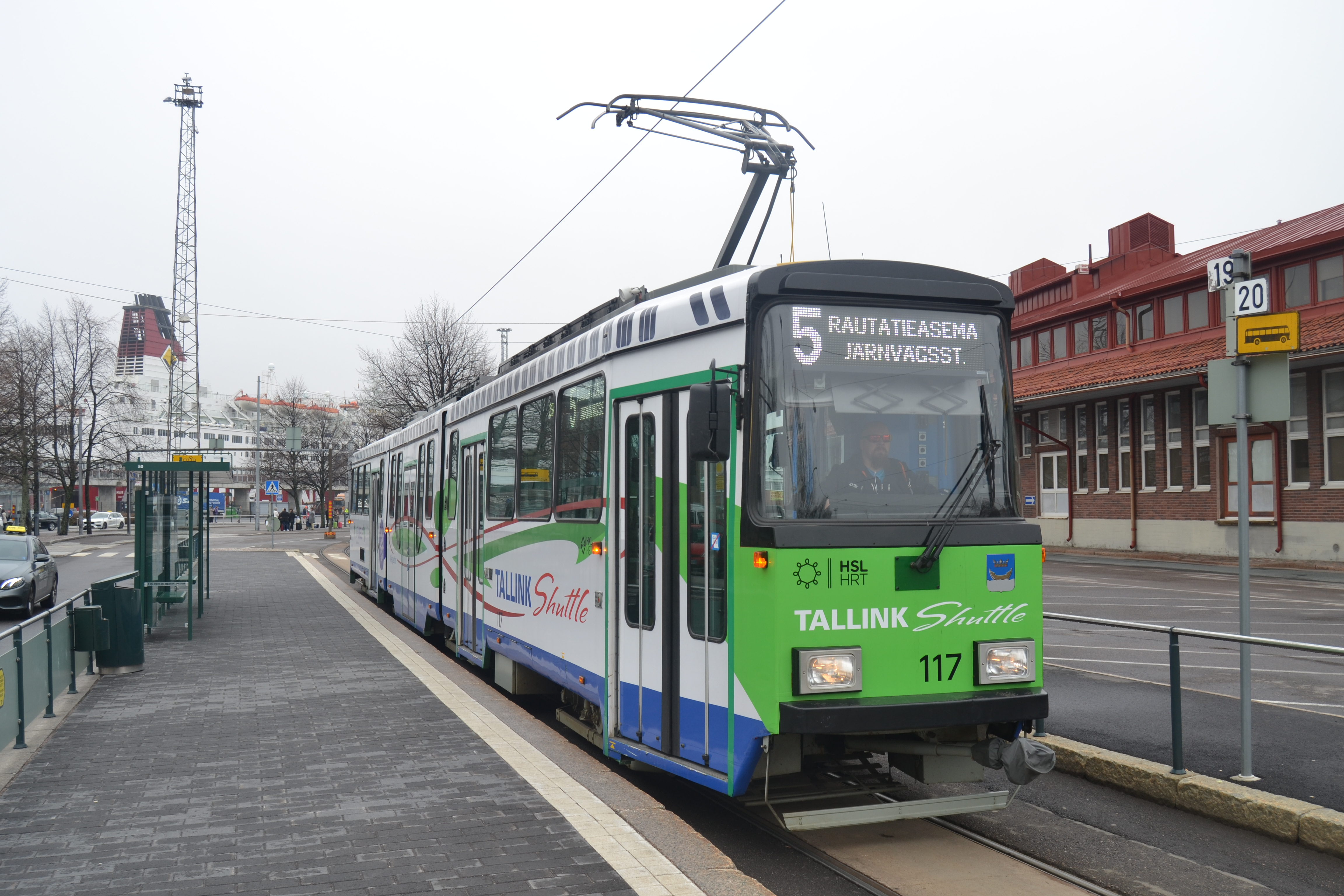
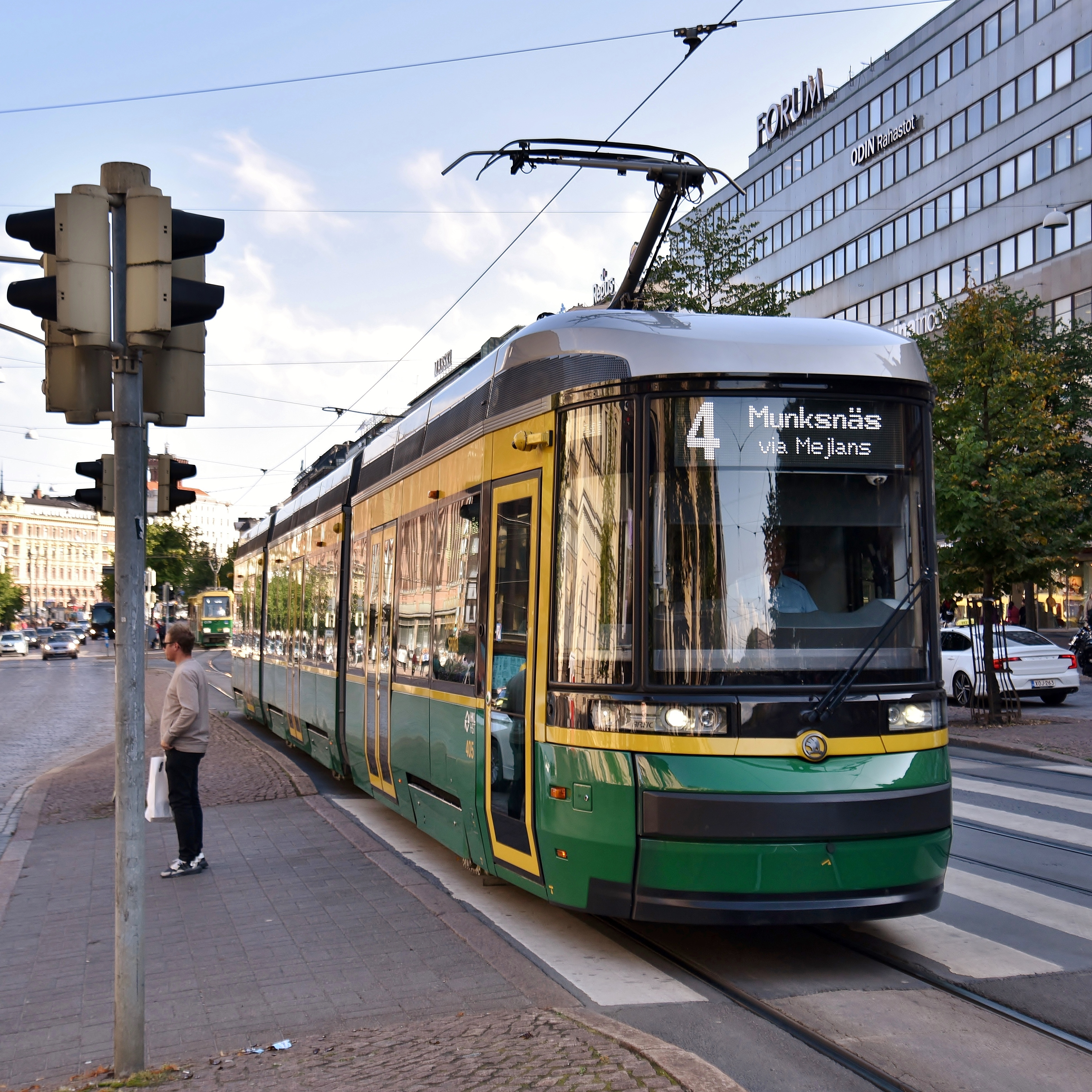
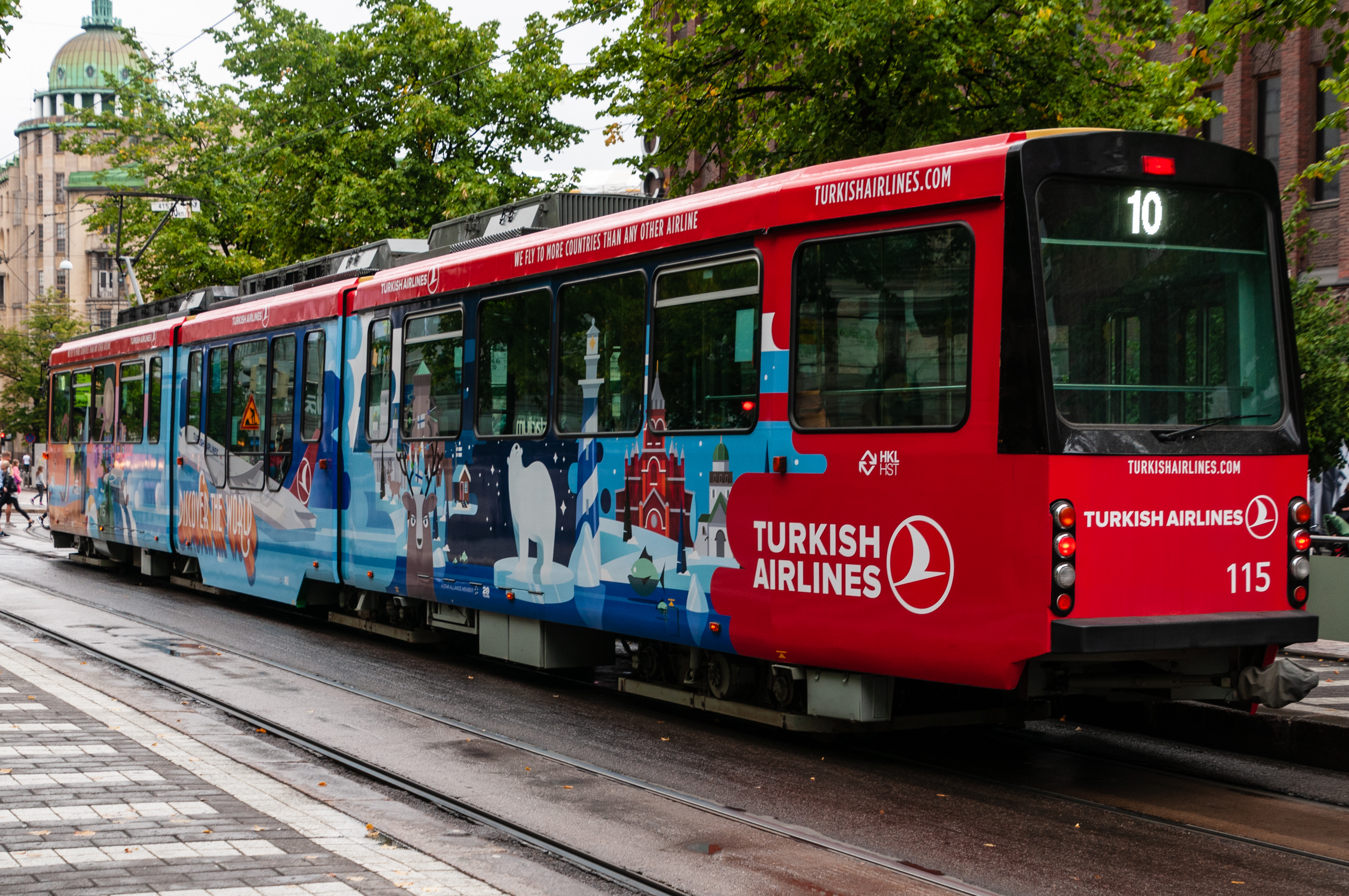